# Jan Hurtado
Jan Carlos Hurtado Anchico, conhecido como Jan Hurtado ou apenas Hurtado (El Cantón, 5 de março de 2000) é um futebolista venezuelano que atua como atacante. Atualmente joga pelo Gimnasia y Esgrima.

## Carreira

### Deportivo Táchira
Começou sua carreira aos 13 anos no Deportivo Táchira. Após um começo promissor no clube, Hurtado reivindicou um aumento salarial, já que ele ganhava 40 dólares por mês. Mas com a crise vivida pela Venezuela na época e a inflação aumentando cada vez mais, seu salário foi reduzido a 1 dólar por mês. O jogador se sentindo desvalorizado pelo fato de outros jogadores do clube ganharem muito mais e não terem os salários reduzidos, resolveu abandonar o clube com o contrato em vigor e foi junto com o pai procurar testes em clubes da Europa. Após saber disso, o clube levou o caso à FVF por quebra de contrato, que acabou suspendendo Hurtado do futebol por 6 meses.

### Gimnasia y Esgrima
Após a saída conturbada do Táchira, Hurtado estreiou pelo Gimnasia dia 19 de setembro de 2018, na vitória por 2–0 sobre o Patronato pela 5a rodada rodada do campeonato argentino. Teve destaque ao entrar aos 44 minutos do 2.º tempo e marcar o gol da vitória por 1–0 sobre o Boca Juniors, classificando o time para a final da Copa Argentina de 2018. A final foi contra o Rosário Central. Após um empate de 1–1 no tempo normal, o Gimnasia acabou perdendo por 4–1 nos pênaltis, e ficou como vice-campeão do torneio.

### Boca Juniors
Após um bom desempenho no Gimnasia, foi contratado pelo Boca, sendo anunciado dia 11 de julho de 2019. Marcou seu 1.º gol pelos Xeneizes dia 21 de setembro de 2019, na vitória por 2–0 contra o San Lorenzo, pela 7.ª rodada do campeonato argentino.

### RB Bragantino
Após um baixo aproveitamento e sem espaço no Boca, foi anunciado dia 10 de Agosto de 2020, seu empréstimo ao RB Bragantino por 1 ano. Sua estreia pelo Massa Bruta foi na derrota por 3–0 para o Fortaleza, na 6.a rodada do brasileirão 2020. Marcou seu 1.º gol na derrota por 2–1 para o Grêmio, na 19.a rodada do brasileiro. Fez um bonito gol de falta na vitória por 4–1 sobre o Vasco, válido pela 31.a rodada do brasileirão.
Voltou a marcar no dia 18 de abril de 2021, na vitória por 2–1 sobre o Mirassol, válido pela 6.a rodada do Campeonato Paulista. Em 11 de julho, foi anunciada a renovação de seu empréstimo até junho de 2022.
No jogo de volta da 3.a fase da Copa do Brasil, Hurtado fez os dois gols da vitória do RB Bragantino por 2–1 sobre o Fluminense, mas o clube acabou eliminado por perder o jogo de ida por 2–0. Voltou a marcar um gol em 2 de outubro, no empate de 2–2 com o Corinthians na 23.ª rodada do Campeonato Brasileiro.
Em 19 julho de 2022, Hurtado teve seu empréstimo renovado novamente, até 30 de junho de 2023. Após dois anos no clube paulista, não participou da pré-temporada com o elenco e foi liberado para retornar ao Boca Juniors e achar um novo clube. Foram 79 partidas e oito gols pela Massa Bruta.

### LDU Quito
Em 28 de julho de 2023, Jan Hurtado foi anunciado como novo reforço da LDU por empréstimo de um ano com a opção de compra ao final. Integrou o elenco campeão da Sul-Americana, apesar de não ter atuado em nenhuma partida da campanha.

## Seleção Nacional

### Venezuela Sub-20
Hurtado foi convocado para a disputa a da Copa do Mundo Sub-20 de 2017. Marcou o 6.º gol na vitória por 7–0 sobre a seleção de Vanuatu, na 2.a rodada da fase de grupos.  Passando por respectivamente Japão, Estados Unidos e Uruguai, a Venezuela disputou a final contra a Inglaterra, sendo derrotada por 1–0, ficando com o vice‐campeonato. Teve uma atuação de destaque contra o Brasil no Sulamericano Sub-20 de 2019, marcando os dois gols na vitória por 2–0 da Seleção Venezuelana.

### Venezuela
Estreou pela seleção principal dia 22 de março de 2019, na vitória por 3–1 contra a Argentina, substituindo Jhon Murillo aos 89 minutos.
Em 2020, foi convocado para a disputa de jogos das Eliminatórias Sul-Americanas para a Copa do Mundo de 2022, contra a Colômbia e Paraguai, nos dias 9 e 13 de outubro, respectivamente.
Após um surto de COVID-19 na delegação venezuelana, Hurtado foi um dos 15 novos jogadores convocados por José Peseiro no dia 12 de junho para integrar o elenco da Copa América de 2021, no Brasil.

## Títulos

### Clubes

#### Boca Juniors
- Campeonato Argentino: 2019–20

#### LDU Quito
- Campeonato Equatoriano: 2023
- Copa Sul-Americana: 2023

### Prêmios individuais
- Next Generation: 60 promessas do futebol mundial de 2017 do The Guardian[31]